# Mayada Al-Sayad
Mayada Al-Sayad, en arabe : ميادة الصياد, née le 26 octobre 1992 à Berlin, est une coureuse de fond et marathonienne, germano-palestinienne.
Elle a participé au marathon féminin aux Championnats du monde de 2015 et celui des Jeux olympiques de 2016, où elle a terminé 50e et a été la porte-drapeau de la Palestine lors de la cérémonie d'ouverture. En 2017, elle participe aux Championnats du monde organisés à Londres, se classant 68e du marathon, avec un temps de 2 h 54 min 58 s, son meilleur temps de la saison.
Mayada Al-Sayad est née d'un père palestinien et d'une mère allemande, et elle possède la double nationalité. Elle vit à Berlin-Mahlsdorf et travaille comme assistante de son père, qui est prothésiste dentaire.